# Ґундоланд
Ґундоланд (*Gundoland, д/н — бл. 639) — мажордом Нейстрії у 613—639 роках.

## Життєпис
Походження достеменно невідомо. В «Житті святої Альдегунди» згадуються в ньому Ландерік і Ґундоланд, що були братами Бертілли і вуйками святої Альдегунди.
Ймовірно, брав участь у військових походах брата проти Австразії та Бургундії. У 613 році після смерті брата Ландеріка призначається новим мажордомом Нейстрії. Того ж року завдяки змові зі знаттю Австразії та Бургундії, Ґундоланд домігся визнання короля Нейстрії Хлотаря II правителем також цих франкських королівств.
З придворним саном vir illuster (один з вищих придворних титулів) згадувався в заповіті Бертрама, єпископа Ле-Мана, 616 року. У цьому ж документі згадується, що Ґундоланд був другом єпископа Клермона святого Авіта і що від цього прелата він отримав у подарунок деякі земельні володіння в околицях Буржа, Альбі, Каґору і Ажану.
У 617 році спільно з мажордомами Гуго і Варнахаром II таємно отримав від лангобардів по 1000 солідів за відмову від подальшої сплати Лангобардським королівством щорічної данини у 12 000 золотих монет на користь Франкської держави. Хлотар II також отримав від послів 36 000 солідів і за порадою своїх підкуплених мажордомів відмовитися від лангобардської данини.
Ґундолад зберіг свою посаду за нового короля Австразії Дагоберта I, який отримав корону 622 року. З 630 року вимушений був боротися за вплив у королівстві з сановником Еґа. Ймовірно, брав участь у військових походах проти слов'ян, аварів та держави Само на кордонах імперії в Тюрингії та сучасній Чехії. Помер у 639 році перед смертю самого короля, можливо, також від дизентерії. Новим мажордомом став Еґа.